# 뉴질랜드도마뱀붙이속
뉴질랜드도마뱀붙이속(Woodworthia)은 돌도마뱀붙이과의 일원으로, 뉴질랜드에 고유한 세 종을 포함한다:
- 캔터베리도마뱀붙이 (Woodworthia brunnea 코프, 1869)
- 금줄무늬도마뱀붙이 (Woodworthia chrysosiretica 롭, 1980)
- 뉴질랜드도마뱀붙이 (Woodworthia maculata 그레이, 1845)